# عملية زبلن
كانت عملية زبلن "Operation Zeppelin" (إلى جانب عملياتها الفرعية الإضافية، الثأر، والانحراف) عملية خداع عسكري كبير خلال الحرب العالمية الثانية. وشكلت جزءاً من عملية الحارس الشخصي، وهي خطة التستر على غزو النورماندي في عام 1944، وهدفت إلى خداع الاستخبارات الألمانية بمخططات غزو الحلفاء لمسرح البحر المتوسط في نفس العام. وقد خطط قسم القوة 'أ' (A' Force') للعملية ونُفذت بوسائل الخداع المرئي والمعلومات المُضللة.
نُفذت العملية على خمس مراحل بين شهري فبراير ويوليو عام 1944. وسعَت رواية كل مرحلة منهم عدة تهديدات بغزو اليونان وألبانيا وكرواتيا وتركيا وبلغاريا وفرنسا. وحصلت المراحل الأخيرة من العملية على أسماءها الرمزية. فعملية الثأر كانت تشير إلى تهديد مسبق بغزو جنوب فرنسا قبل إنزال اليوم-دي بينما عملية الانحراف فكانت الاسم الرمزى لآخر مرحلة من عملية زبلن، وهي تهديد بغزو بري لليونان وبلغاريا.
لا يبدو مدى تأثير العملية واضحاً على الاستجابة الألمانية في المنطقة، برغم من أن أهداف العملية قد تحققت وهي (إعاقة القوات المدافعة الألمانية في البحر المتوسط قبل عمليات إنزال اليوم-دي). حيث أشار تحليل الوثائق الألمانية فيما بعد الحرب إلى أن الألمان بالغوا في تقدير حجم قوات الحلفاء وهذا كان هدف عملية زبلن المنشود. وبالرغم من ذلك، لم تتوقع القيادة الألمانية العليا غزواً كبيراً للبلقان.

## خلفية تاريخية
نفذ الحلفاء سلسلة مُعقدة من عمليات الخداع تحت الاسم الرمزى عملية الحارس الشخصي، وذلك من أجل الإعداد لغزو النورماندي عام 1944. وكانت هذه خطة إستراتيجية كبرى هدفت إلى تضليل القيادة الألمانية العليا بنوايا الحلفاء لعام 1944. وبينما كان الهدف الرئيسي لعملية الحارس الشخصي هو غزو غرب لفرنسا، وضعت خطط إضافية لمؤازرة عمليات البحر المتوسط والدول الإسكندنافية.
كان قسم القوة 'أ' (قسم موجود في القاهرة ومسؤل عن عمليات الخداع في شمال أفريقيا) قد بدأ عملية بالاسم الرمزي الشلال (Operation Cascade) في عام 1941، لتضخيم عدد القوات في المنطقة من خلال تكوين فرق عسكرية وهمية. وبحلول عام 1943، وقد أضاف استخدام التشكيلات الصورية جزءاً هاماً لبعض عمليات الخداع مثل عملية رايون (Operation Rayon)، وشكلت الممارسة أُسس الجوانب الرئيسية عملية الحارس الشخصي. غزا الحلفاء إيطاليا في سبتمبر 1943 وبنهاية العام كانوا قد احتلوا معظم جنوب البلاد. بحيث وزعت ثمان وثلاثين فرقة على مسرح عمليات البحر المتوسط، معظمها في إيطاليا وبعضها تمركز في شمال إفريقيا.
سُميّت عمليات الخداع المتعددة المنبثقة من الحارس الشخصي في مسرح عمليات البحر المتوسط بالاسم الرمزي «زبلن»، بالإضافة إلى عمليتي الدعم الفرعيتين الثأر والانحراف. وكان هدفهم الرئيسي إعاقة القوات الألمانية المدافعة عن المنطقة، لكن بدون التلميح إلى تهديد كبير بغزو جنوب فرنسا (حتى يُقرر الحلفاء القيام أو عدم القيام بعملية غزو بري هناك).
بدأ قسم القوة 'أ' التخطيط للعملية في يناير 1944. وتتطلبت عملية الخداع تشكيل قوات وهمية مثل التي شكلتها عملية الشلال، ففى 6 فبراير نجحت عملية النقص (Operation Wantage) المُتفرعة من عملية الشلال، في هدف تضحيم قوات الحلفاء بنسبة ثلاثين في المائة.

## العملية
ركزت العملية، وخطتيها الرئيسيتان «الثأر والانحراف» على إبقاء القوات الألمانية متمركزةً في جنوب فرنسا ومنطقة البلقان. وفي أوائل عام 1944، أصبح هدفها على خلق تهديد وهمي ضد كريت وكرواتيا لصرف الانتباه عن غزو الحلفاء المحتمل لجنوب فرنسا (عملية دراغون). كما إنها اعتزمت أيضاً إبقاء القوات الألمانية في منطقة شرق البحر المتوسط بحيث لا تُستدعى أثناء حملة الحلفاء على جنوب فرنسا. وستكون «رواية» زبلن هي أن الجيش البريطاني الثاني عشر الوهمي يستعد لعملية إنزال برمائي منطلقاً من شمال أفريقيا باتجاه البلقان. مدعوماً بغزو سوفييتي بري لألبانيا وبالقوات البولندية المتواجدة في إيطاليا.
نُفذت العملية عبر عدة وسائل. منها بعث العُملاء المزدوجون لرسائل حول التحركات العسكرية، وإنشاء تشكيلات عسكرية وهمية وحركة بث لاسلكي والبحث عن مُرشدين وخرائط محلية كما لو بدا أنها استعدادات لغزو حقيقي. أرسل العُملاء ما يقرب من 600 رسالة جُندوا على نطاق واسع وتحت خطر تعرضهم للكشف. كما وضعت تشكيلات وهمية في إيطاليا وليبيا، حيث بدأ العقيد فيكتور جونز بتصوير كل من الفرق المدرعة والمحمولة جواً بالقرب من طبرق للمرحلة الأولى من العملية.
بدأت المرحلة الأولى من زبلن في 8 فبراير، بتهديدات بغزو اليونان وكريت. وحُددّ موعد مؤقت للغزو المفترض في 29 مارس (للاستفادة من اكتمال القمر). وفي 10 مارس، انتقلت العملية إلى المرحلة الثانية، حيث تأجلت العملية الوهمية حتى أبريل ومايو لكى تتزامن مع غزو سوفيتي مفترض لبلغاريا. ورُبطت المرحلة الثانية من خلال خطة فرعية تسمى دنجلو (Dungloe)، تتضمن تجنيد عُملاء مزدوجين في إنجلترا. وكانت القصة التي سُربت إلى الألمان هي أن البث اللاسلكي سيُخبر زعماء يوغسلافيا الأصدقاء بمواعيد الغزو المزمع وأية تأخيرات له.
بينما تأخرت المرحلة الثالثة حتى 21 مايو، بطلب من السوفييت لكى تتزامن مع خططهم الخاصة للغزو. استمر ذلك من 21 أبريل حتى 9 مايو، عندها جرت مُراجعة رئيسية للخطط (المرحلة الرابعة). حيث سينزل الجيش الثاني عشر البريطاني والقوات البولندية في ألبانيا وكرواتيا، متجاوزين اليونان بسبب تمرد داخل القوات اليونانية الحليفة في أفريقيا. كما جُهزّ غزواً كبيراً لجنوب فرنسا، حُدد في يونيو، باسم عملية الثأر.

## عملية الثأر
كان الحلفاء قد قرروا بالفعل شن غزو لجنوب فرنسا (عملية دراغون)، والذي وقع في أغسطس 1944. واتفقّ على رواية عملية الثأر (Operation Vendetta) في الأسبوع الأول من مايو وبدأت أعمال الخداع في التاسع من مايو. والتي كان هدفها إبقاء القوات الألمانية في جنوب فرنسا لمدة تصل إلى خمسة وعشرين يوماً بعد إنزال النورماندي. هددت الخطة بإنزال عسكري بالقرب من سيت (التي بسبب مسافتها من موقع إنزال عملية دراغون) من قبل الجيش السابع الأمريكي، المكون من فرق وهمية، وبعض الوحدات الفرنسية. دُعمت العملية بعملية خداع دبلوماسي، عملية الحمية الملكية، التي طلبت دعم الحكومة الإسبانية بالسماح بإجلاء الجنود المصابين في أعقاب عملية الغزو.
ولأجل التحضير للعملية، فقد خُزنت المُؤَن في الموان الجزائرية ومُدت قوات الحلفاء بخرائط لمناطق الإنزال المُفترضة. كما أُجريت مناورة بحرية، شملت ستين سفينة، في الفترة ما بين 9 و 11 يونيو، وتضمنت حشد الآلاف من الرجال والمركبات من فرقة المشاة الحادية والتسعين الأمريكية. وفي الحادي عشر من يونيو، أُغلقت الحدود الجزائرية، كتمهيد طبيعي للغزو.
ولكن لم يُستطع الإبقاء على عملية الخداع طويلاً. فقد غادرت حاملتى الطائرات البريطانية "Indomitable" و"Victorious" إلى المحيط الهندي، والتي شكلتا جزءاً رئيسياً من أنشطة الخداع البحري. وفي نفس الوقت، غادرت الفرقة فرقة المشاة الحادية والتسعين لأجل التمركز في إيطاليا. ومنذ الرابع والعشرين من يونيو بدأ الحلفاء في التخلى عن عملية الثأر بالإدعاء أن القوات الألمانية بقيت في جنوب فرنسا (بدلاً من الانتقال إلى النورماندي) بسبب إرجاء عملية الغزو.

## عملية الانحراف
سُميت المرحلة الأخيرة من زبلن بالاسم الرمزى الانحراف (Operation Turpitude)، والتي كانت تشمل روايتها غزو القوات البريطانية لليونان برياً عبر تركيا وغزواً سوفيتياً عبر بلغاريا. وخطط مُعظمها مايكل كرايتون من قسم القوة 'أ' بالقاهرة. تركزت جهود خداع العملية في سوريا حول موان طرابلس واللاذقية. كان الحلفاء يأملون في الإشارة إلى هجوم مُضلل على جزيرة رودس قبل الهجوم الرئيسي على سالونيك. وقد انتهت العملية في السادس والعشرين من يونيو بينما انتهت عملية زبلن رسمياً في السادس من يوليو 1944.
وقد بُلغت العملية من خلال الخداع المرئي في سوريا من قبل فروع القوات المسلحة الثلاثة. حيث أجرى سلاح الجو الملكي البريطاني طلعات استطلاعية عبر الأهداف المفترضة، في حين أقامت القوات البحرية منشآت رئيسية على الموان الساحلية السورية (مدافع مضادة للطائرات، وكشافات إضاءة وغيرها من الجهود التي قد تخفي النشاط الرئيسي). بينما وُضع الجيش البريطاني التاسع (قوة صغيرة تحمي سوريا) في حالة تأهب، على طول الحدود التركية، مدعوماً بالفرقة الهندية المدرعة الحادية والثلاثون والفرقة المدرعة العشرون (فرقة وهمية، وهي فرقة الدبابات الدُمى في اللواء المدرع الرابع والعشرون التابع للعقيد فيكتور جونز). كما اُستُخدم الخداع السياسي، عن طريق عملية الحمية الملكية، للإشارة إلى أعمال الحلفاء في المنطقة بدرجة كبيرة.

## تأثير العملية
اعتبرّ الُحلفاء أن زبلن حققت هدفها الرئيسي المتمثل في تقييد القوات الألمانية في المنطقة حتى بعد غزو النورماندي، على الرغم من أنه لم يبدو أن القيادة الألمانية العليا اقتنعت بأن عمليات الإنزال الرئيسية للحلفاء ستحدث في البحر المتوسط. وبدلاً من ذلك، ساعدت العملية الحلفاء في تحقيق هدفهم بإقناع الألمان بتهديدات الغزوات الصغيرة، ومنعهم من تحريك قواتهم الدفاعية. ووفقاً لجاكوب فيلد، فقد نجحت العملية في إبقاء 25 فرقة في مواقعها الدفاعية في المنطقة.
وقد أثرت العملية على التحليل الألماني لقوة قوات الحلفاء. ففي أوائل عام 1944، كان لدى الحلفاء 38 فرقة في المنطقة، لكن خطة المعركة الألمانية أوصلتها إلى 71 فرقة. وقد ظلت القوات الألمانية في البحر المتوسط طوال مايو 1944، سواء كان ذلك مرتبطاً مباشرةً بعملية زبلن أم لا، وبالتالي لم تكن متوفرة لتعزيز منطقة النورماندي في يونيو.
أما بالنسبة لعملية الثأر فربما يكون قد بالغ الحلفاء في الترويج لها. فقد شكلت أنشطة خداع العملية المختلفة، إلى جانب المبادرات السياسية في إسبانيا من خلال (عملية الحمية الملكية)، ما أسمته الاستخبارات الألمانية «ثروة من التقارير المُقلقة». ومع ذلك، فقد قُيمت على أنها مُخادعة في الواقع ربما بسبب حجم القوات. وفي منتصف يونيو، قررت القيادة الألمانية أنه على الرغم من أن الحلفاء كان لديهم قوات كافية في شمال أفريقيا لشن غزو، إلا أنهم كانوا يفتقرون إلى مركبات الإنزال للقيام بالعملية بالفعل. وعلى الرغم من ذلك، فإن تقارير أواخر مايو وأوائل يونيو احتوت على مصداقية كافية، جعلت الفرق الألمانية، تنتشر في مواقع دفاعية على طول الساحل الفرنسي الجنوبي، عشية إنزال النورماندي. ولم تبدأ بالتحرك شمالًا حتى يونيو ويوليو.
وقد أحدثت عملية الانحراف تأثيراً في تركيا، حيث وردت نوقشت تقارير في أوائل شهر يونيو على صعيد المجالات السياسية والعسكرية للبلاد. ففي العاشر من يونيو، ذكر السفير الألماني في تركيا أن الحكومة كانت قلقة بشأن إمكانية استخدام الحلفاء للبلاد كقاعدة للغزو. وقد شَكَكَت القيادة الألمانية العليا (والتي لم تتمكن من التحقق من بعض المعلومات) في تقرير السفير، الذي تضمن تفاصيل حشد الحلفاء العسكري في المنطقة. ومع ذلك، أصدر جهاز الاستخبارات الألماني تحذيرات عن عمليات مُحتملة للحلفاء في المنطقة، وطلب من القوات المتمركزة هناك «يقظة استثنائية».